# 劉應鈳
劉應鈳（？—？），字平叔，号衡螺，湖廣承天府潜江县民籍江西安福县人。明朝政治人物、進士出身。

## 生平
性慈孝，事亲色养不倦。万历十三年乙酉科湖广乡试举人，十七年（1589年）己丑科成二甲进士，服官所至，以恺悌著。萬曆二十五年（1597年）由南刑部郎出守太平府，开河振武，闢青山书院，與诸士講肄其中。二十七年移守嘉兴，狱卒列陈刑具，珂怆然曰：恶忍以人难忍之痛，迫自诬服而快长吏意耶！尽撤去之，并禁丞倅以下洎属邑毋得用，忌者以此中之，遂解组归。以历仕所得禄分惠族人，少长无遗。订刻朱子语录，疏圣谕以训子弟。吉水邹忠介公称珂勤于检身，疏于防人，锐于慕古，暗于涉世。粹乎穆乎，如金未鑛，如玉未凿，其行谊可知已。

## 家族
曾祖劉恒謙。祖父劉簡。父劉宇，黎川吏目。子刘达善，岁貢士，孫刘玨，闻喜知县。